# 1967-es Formula–1 német nagydíj
Az 1967-es Formula–1 világbajnokság hetedik futama a német nagydíj volt.

## Futam
A Nürburgringen ismét Clark indult az első helyről, Hulme, Stewart és Gurney előtt.
Clark előnyét a 4. körig tudta tartani, amikor felfüggesztése meghibásodott, az angol kiesett. Ezután Gurney vezetett Hulme előtt, Brabham a 3. helyre jött fel, miután Bruce McLaren olajcsöve elrepedt és az új-zélandi kiesett. A 12. körben Gurney autójának féltengelye meghibásodott, az amerikai kiesett. A futamot Denny Hulme nyerte csapattársa, Jack Brabham előtt. Amon harmadik, Surtees negyedik lett.
A verseny a Formula–2-es bajnokságnak is része volt (rózsaszínnel jelölve), őket a Formula–1-es világbajnokságban nem értékelték.
| Helyezés | #  | Versenyző       | Csapat/Motor    | Futott körök | Idő/Kiesés oka | Rajthely | Pontszám |
| -------- | -- | --------------- | --------------- | ------------ | -------------- | -------- | -------- |
| 1        | 2  | Denny Hulme     | Brabham-Repco   | 15           | 2:05:55,7      | 2        | 9        |
| 2        | 1  | Jack Brabham    | Brabham-Repco   | 15           | + 38,5         | 7        | 6        |
| 3        | 8  | Chris Amon      | Ferrari         | 15           | + 39,0         | 8        | 4        |
| 4        | 7  | John Surtees    | Honda           | 15           | + 2:25,7       | 6        | 3        |
| 5        | 24 | Jackie Oliver   | Lotus-Ford      | 15           | + 5:30,7       | 19       |          |
| 6        | 16 | Jo Bonnier      | Cooper-Maserati | 15           | + 8:42,1       | 16       | 2        |
| 7        | 22 | Alan Rees       | Brabham-Ford    | 15           | + 8:47,39      | 20       |          |
| 8        | 15 | Guy Ligier      | Brabham-Repco   | 14           | + 1 kör        | 17       | 1        |
| 9        | 18 | Chris Irwin     | BRM             | 13           | + 2 kör        | 15       |          |
| 10       | 27 | David Hobbs     | Lola-BMW        | 13           | + 2 kör        | 22       |          |
| 11       | 6  | Pedro Rodríguez | Cooper-Maserati | 13           | + 2 kör        | 10       |          |
| Kiesett  | 9  | Dan Gurney      | Eagle-Weslake   | 12           | Féltengely     | 4        |          |
| Kiesett  | 29 | Jacky Ickx      | Matra-Ford      | 12           | Felfüggesztés  | 22       |          |
| HN       | 29 | Brian Hart      | Protos-Ford     | 12           | +3 kör         | 25       |          |
| Kiesett  | 14 | Jo Siffert      | Cooper-Maserati | 12           | Benzinpumpa    | 12       |          |
| Kiesett  | 4  | Graham Hill     | Lotus-Ford      | 8            | Felfüggesztés  | 13       |          |
| Kiesett  | 17 | Hubert Hahne    | Lola-BMW        | 6            | Felfüggesztés  | 14       |          |
| Kiesett  | 11 | Jackie Stewart  | BRM             | 5            | Differenciál   | 3        |          |
| Kiesett  | 3  | Jim Clark       | Lotus-Ford      | 4            | Felfüggesztés  | 1        |          |
| Kiesett  | 5  | Jochen Rindt    | Cooper-Maserati | 4            | Hűtő           | 23       |          |
| Kiesett  | 29 | Kurt Ahrens Jr. | Protos-Ford     | 4            | Hűtő           | 23       |          |
| Kiesett  | 10 | Bruce McLaren   | Eagle-Weslake   | 3            | Olajszivárgás  | 5        |          |
| Kiesett  | 12 | Mike Spence     | BRM             | 3            | Differenciál   | 11       |          |
| Kiesett  | 23 | Jo Schlesser    | Matra-Ford      | 2            | Motorhiba      | 21       |          |
| Kiesett  | 20 | Gerhard Mitter  | Brabham-Ford    | 0            | Motorhiba      | 24       |          |

## Statisztikák
Vezető helyen:
- Jim Clark: 3 (1-3)
- Dan Gurney: 9 (4-12)
- Denny Hulme: 3 (13-15)

Denny Hulme 2. győzelme, Jim Clark 29. (R) pole-pozíciója, Dan Gurney 4. leggyorsabb köre.
- Brabham 9. győzelme.